# OIMACHI TRACKS
OIMACHI TRACKS（大井町トラックス）はJR東日本が手掛ける大井町駅の開発の名称である。
JR東日本では、浜松町駅から大井町駅の間のいわゆる東京南エリアの各駅において、「駅を中心としたまちづくり」を進めていて、この地域を「広域品川圏」と位置付けている。この開発は、「都市生活共創拠点」として、その一翼を担うものである。
この『OIMACHI TRACKS』という名称は、「大正時代の鉄道車両工場と線路(TRACKS)、地域や沿線、国内外からの来街者が訪れ行き交う歩行者デッキ(通り・TRACKS)、大井町に居住、往来するすべての人々にとって楽曲(TRACKS)のように心豊かな生活が実現するまちづくりを目指す」という意味が込められているという。